# Sielken
Sielken, är ett sameviste (by), vid västra änden av Sipmesjaure (700 m ö.h.) i nordöstra delen av Frostvikens socken, Strömsunds kommun, Jämtland. Byn ligger vid foten av fjället Sielkentjakke. 

## Allmänt
Vistet Sielken tillhör Ohredahke sameby och används som sommarviste. I området finns traditionella torvkåtor samt moderna stugor.
Här finns även gamla kulturlämningar som till exempel så kallade mjölkgropar och renvallar.